# 시모다 요시히로
시모다 요시히로(일본어: 下田 栄祐, 2004년 5월 5일~)는 일본의 축구 선수이다.

## 구단 경력
그는 2023년 J1리그의 가시마 앤틀러스에 입단했다. 2023년 J2리그의 이와키 FC로 임대 이적했다. 2024년까지 37경기에 출전하여, 1득점을 넣었다. 2025년 가시마 앤틀러스로 복귀했다.